# Самоэффективность
Самоэффективность — вера в эффективность собственных действий и ожидание успеха от их реализации, одно из ключевых понятий социально-когнитивной теории научения Альберта Бандуры. Общая самоэффективность складывается из частных самоэффективностей, существующих в различных областях человеческой деятельности. Близким к самоэффективности является понятие уверенности в себе.

## Основные положения
В ряде исследований Бандура показал, что одной причиной нарушений поведения может быть отсутствие веры в эффективность собственных действий. Это открытие Бандуры часто называют «теорией самоэффективности». Самоэффективность, или вера в свою эффективность, означает убеждение человека в том, что в сложной ситуации он сможет продемонстрировать удачное поведение. То есть вера в эффективность означает оценку собственной очень конкретно обозначенной поведенческой компетентности.
По мнению Бандуры, существенной характеристикой многих психических заболеваний является недостаток доверия собственным поведенческим способностям, а также способностям переживания. Многие заболевания сопровождаются недооценкой или неверной оценкой собственных способностей и поведенческих навыков.
То, сможет ли конкретный человек в заданной ситуации достичь успеха, зависит не только от его собственной компетентности, но и от целого ряда других факторов. Однако для психического здоровья и хорошего самочувствия важны не столько объективные результаты сами по себе, сколько их интерпретация конкретным человеком и ожидания успеха, положительных результатов собственных действий.
Бандура выдвинул гипотезу, что когнитивная по природе самоэффективность (то есть ожидания в отношении собственной эффективности) влияет на моторное поведение, на то, например, будет ли стрессовая ситуация стимулировать попытки овладения ею, насколько это будут интенсивные попытки и как долго они будут продолжаться. Эта же самоэффективность может влиять и на характеристики среды — на последствия поведения.
Если, например, кто-либо не верит в свою привлекательность для противоположного пола и его самоэффективность в сфере знакомства низка, то он придёт на вечеринку в плохом настроении, испортит настроение окружающим своим хмурым видом и его попытка познакомиться с кем-либо почти наверняка провалится. Негативные последствия попытки знакомства будут в деталях восприняты, что ещё более снизит самоэффективность.
Если же самоэффективность высока, то на вечеринку человек отправится в хорошем настроении, ожидая весёлого времяпрепровождения, попытка знакомства получит позитивное развитие, что в свою очередь укрепит самоэффективность в сфере знакомств и облегчит последующие знакомства.
В своём концепте ожиданий Бандура различает ожидание эффективности (efficacy expectation) и ожидание результатов (outcome expectation).
Ожидание эффективности означает оценку того, в какой степени он в состоянии вести себя так, как это необходимо, чтобы получить некоторый результат. Ожидание результатов он определяет как оценку человеком того, что определённое поведение приведёт к определённым результатам. Различие состоит в том, что индивид может полагать, что некоторая реакция может привести или наверняка приведёт к желательному результату (ожидание результатов), но не верить в то, что он сам в состоянии совершить это поведение.
Влияние самоэффективности на поведение зависит от её степени, обобщённости и силы. Это влияние многообразно: самоэффективность воздействует на поиск или избегание ситуаций определённого типа; выбор поведенческих альтернатив; тип, частоту и продолжительность попыток овладения трудной ситуацией; атрибуцию успеха и неуспеха. Хотя, конечно, нельзя преуменьшать и обратного влияния на самоэффективность результатов действий, моделей, которые доступны наблюдению и т. д.
На формирование самоэффективности влияют четыре обстоятельства:
1. Широта наличного репертуара навыков поведения.
2. Опыт, приобретённый посредством наблюдения за другими людьми (физическое или символическое следование модели).
3. Осуществляемое  другими вербальное подкрепление или наказание.
4. Самооценка физического, психологического, эмоционального состояния ( наличие страха, спокойствия, возбуждения в конфликтных ситуациях) влияет на оценку собственных поведенческих способностей.

Самоэффективность понимается Бандурой не как стабильная и статичная характеристика, а как переменная, которая по своей силе, обобщённости и степени находится в реципрокной (взаимной) зависимости от актуальной ситуации и прежней истории развития индивида.
Влияние последствий поведения на самоэффективность существенно зависит от того, каким образом человек воспринимает и оценивает эти последствия. Если в прошлом опыт поведения в определённом круге ситуаций (например, требующих умения сказать «нет») был преимущественно негативным, то самоэффективность в этой сфере будет низка, внимание сфокусируется на негативных последствиях отказа, эти последствия будут личностно проинтерпретированы, что снизит в свою очередь самоэффективность в будущем.
Теория Бандуры в достаточной степени обоснована не только теоретически, но и экспериментально. В целом ряде исследований были подтверждены следующие гипотезы:
1. Ожидания эффективности коррелируют на высоком уровне значимости с реальным поведением. Иными словами, человек преимущественно демонстрирует то поведение, которое он сам от себя ожидает, и видит именно те последствия, которых ждёт. Ожидая получить отказ в ответ на просьбу, он саму просьбу строит так, что она закономерно ведёт к отказу, и именно отказ оказывается в центре его внимания.
2. Посредством оценки ожиданий и уровня самоэффективности можно достаточно точно предсказать реальное поведение.

Выслушав клиента и внимательно проанализировав его слова, мы уже можем предположить, как именно он поведёт себя в той или иной ситуации. Изменив его ожидания, сфокусировав внимание на непривычных аспектах собственного поведения и окружающей действительности, мы также изменяем его поведение.
Свои исследования Бандура проводил в клинике, проводя терапию больных с классическими фобиями — страхом змей, пауков, высоты. Однако множество последователей Бандуры в разных странах мира убедительно доказали, что представления Бандуры о том, что когнитивные факторы, и в первую очередь — самоэффективность, могут в существенной мере управлять поведением, легко можно перенести из области клинической терапии — терапии классических фобий — в сферу регуляции социального поведения. Отсутствие самоэффективности может быть существенным тормозом формирования социальной компетентности и формирования активности человека. При определённых обстоятельствах недостаток самоэффективности становится причиной невротических нарушений.
Для измерения самоэффективности при участии Бандуры был разработан тест общей самоэффективности, существующий в настоящее время более чем в 20 национальных версиях, в том числе — русской. Этот тест можно использовать в практической и научной работе, в том числе — для межкультурных исследований и сравнений.